# Okręgowe rozgrywki w piłce nożnej woj. olsztyńskiego, elbląskiego i suwalskiego (1995/1996)
Drużyny z województwa olsztyńskiego, elbląskiego i suwalskiego występujące w ligach centralnych i makroregionalnych:
- I liga – Stomil Olsztyn
- II liga – Jeziorak Iława, Pomezania Malbork
- III liga – Polonia Elbląg, Zatoka Braniewo, Warmia Olsztyn, Orlęta Reszel

Rozgrywki okręgowe:
- OZPN Olsztyn:

- - Klasa okręgowa (IV poziom rozgrywkowy)
  - Klasa A - 2 grupy (V poziom rozgrywkowy)
  - Klasa B - podział na grupy (VI poziom rozgrywkowy)
  - klasa C - podział na grupy (VII poziom rozgrywkowy)

- OZPN Elbląg:

- - Klasa okręgowa (IV poziom rozgrywkowy)
  - Klasa A - 2 grupy (V poziom rozgrywkowy)
  - klasa B - podział na grupy (VI poziom rozgrywkowy)
  - klasa C - podział na grupy (VII poziom rozgrywkowy)

- OZPN Suwałki:

- - Klasa okręgowa (IV poziom rozgrywkowy)
  - Klasa A (V poziom rozgrywkowy)

## OZPN Olsztyn

### Klasa okręgowa
| Poz. | Klub                 | M  | Pkt. | Bramki | Uwagi   |
| ---- | -------------------- | -- | ---- | ------ | ------- |
| 1    | Victoria Bartoszyce  | 26 |      |        |         |
| ?    | Stomil II Olsztyn    | 26 |      |        | IV liga |
| ?    | Warfama Dobre Miasto | 26 |      |        | IV liga |
| ?    | Sokół Ostróda        | 26 |      |        | IV liga |
| ?    | Tęcza Biskupiec      | 26 |      |        | IV liga |
| ?    | Gwardia Szczytno     | 26 |      |        | IV liga |

14 zespołów, brak tabeli

### Baraż o III ligę
Mazur Ełk - Olimpia Warszawa 1:2/1:3

### Baraż o IV ligę
Sparta Augustów - Warfama Dobre Miasto 0:1/0:1

### Klasa A
2 grupy

### Klasa B
4 grupy

## OZPN Elbląg

### Klasa okręgowa
| Poz. | Klub                       | Pkt. | Bramki |
| ---- | -------------------------- | ---- | ------ |
| 1    | Zatoka Braniewo (b)        |      |        |
| ?    | Barkas Tolkmicko           |      |        |
| ?    | Żuławy Nowy Dwór Gdański   |      |        |
| ?    | LZS Waplewo (b)            |      |        |
| ?    | Jurand Lasowice            |      |        |
| ?    | Spójnia Sadlinki           |      |        |
| ?    | Unia Susz                  |      |        |
| ?    | Olimpia Sztum              |      |        |
| ?    | Pomezania II Malbork       |      |        |
| ?    | Powiśle Stary Targ (b)     |      |        |
| ?    | Zalew Frombork             |      |        |
| ?    | Błękitni Orneta (s)        |      |        |
| ?    | Powiśle Dzierzgoń          |      |        |
| ?    | Pomowiec Gronowo Elbląskie |      |        |
| ?    | Relax Ryjewo               |      |        |
| ?    | Pogoń Prabuty              |      |        |

- drużyny z miejsc 2-14 przeszły do nowo utworzonej pomorskiej IV ligi makroregionalnej, grupa Elbląg
- drużyny z miejsc 15-16 pozostały w elbląskiej klasie okręgowej

### Klasa A
- grupa I - awans: Wałsza Pieniężno - do IV ligi, Zatoka II Braniewo, Polonia Pasłęk, Syrena Młynary, Gmina Lichnowy, Granica Zagaje, Gmina Braniewo, Błękitni Stare Pole, Bałtyk Sztutowo - do klasy okręgowej

#### grupa II
| Poz. | Klub                  | Pkt. | Bramki |
| ---- | --------------------- | ---- | ------ |
| 1    | Olimpia Kisielice     |      |        |
| ?    | Rodło II Kwidzyn      |      |        |
| ?    | Bianco Rodowo         |      |        |
| ?    | LKS Rakowiec          |      |        |
| ?    | Sokół Mareza          |      |        |
| ?    | Tęcza Szropy          |      |        |
| ?    | Gmina Stary Dzierzgoń |      |        |
| ?    | Płomień Sadowo        |      |        |
| ?    | LZS Ramzy             |      |        |
| ?    | LZS Nowa Wioska       |      |        |
| ?    | Pogoń Gardeja         |      |        |
| ?    | Błyskawica Postolin   |      |        |
| ?    | Lisovia Lisewo        |      |        |
| ?    | LZS Pastwa            |      |        |

- Olimpia Kisielice awansowała do IV ligi
- zespoły z miejsc 2-8 oprócz Rodła II Kwidzyn awansowały do klasy okręgowej
- zespoły z miejsc 9-14 pozostały w klasie A

### Klasa B
brak danych

## OZPN Suwałki

### Klasa okręgowa
| Poz. | Klub                 | M  | Pkt. | Bramki | Uwagi   |
| ---- | -------------------- | -- | ---- | ------ | ------- |
| 1    | Mazur Ełk            | 24 | 66   | 74-14  | IV liga |
| 2    | Nida Ruciane-Nida    | 24 | 51   | 40-20  | IV liga |
| 3    | Agro Lega            | 24 | 46   | 53-18  | IV liga |
| 4    | Sparta Augustów      | 24 | 45   | 43-22  |         |
| 5    | Mazur Pisz           | 24 | 44   | 38-24  |         |
| 6    | Czarni Olecko        | 24 | 37   | 32-33  |         |
| 7    | Tęcza Oracze         | 24 | 29   | 28-48  |         |
| 8    | Mamry Giżycko        | 24 | 27   | 41-43  |         |
| 9    | Orkan Drygały (b)    | 24 | 26   | 35-53  |         |
| 10   | Rominta Gołdap       | 24 | 25   | 36-39  |         |
| 11   | Wigry II Suwałki (b) | 24 | 23   | 27-36  |         |
| 12   | Znicz Biała Piska    | 24 | 15   | 26-67  |         |
| 13   | Jurand Orzysz        | 24 | 9    | 25-81  |         |

- Polonez Nowa Wieś Ełcka wycofał się z rozgrywek przed sezonem
- Wigry II Suwałki wycofały się z rozgrywek po sezonie

### Klasa A
| Poz. | Klub                  | M  | Punkty | Bramki |
| ---- | --------------------- | -- | ------ | ------ |
| 1    | Vęgoria Węgorzewo     | 26 | 64     | 93-32  |
| 2    | Pogoń Ryn             | 26 | 57     | 83-31  |
| 3    | Pomorzanka Sejny      | 26 | 57     | 75-33  |
| 4    | STP Suwałki           | 26 | 53     | 68-36  |
| 5    | MKS Mikołajki         | 26 | 51     | 54-29  |
| 6    | Orzeł Stare Juchy     | 26 | 45     | 62-45  |
| 7    | Olimpia Miłki         | 26 | 33     | 54-65  |
| 8    | Druglin Rożyńsk       | 26 | 29     | 36-46  |
| 9    | Mazur Wydminy         | 26 | 27     | 52-71  |
| 10   | Unia Woźnice          | 26 | 26     | 25-53  |
| 11   | Pogoń Banie Mazurskie | 26 | 22     | 39-74  |
| 12   | KS Prostki            | 26 | 22     | 30-70  |
| 13   | Polonia Raczki        | 26 | 18     | 39-76  |
| 14   | Bełdan Wygryny        | 26 | 7      | 22-71  |

- KS Prostki wycofał się z rozgrywek po sezonie

## OZPN Ciechanów i OZPN Toruń
brak danych